# سرقت آمریکایی
سرقت آمریکایی (انگلیسی: American Heist) یک فیلم سینمایی اکشن، سرقت، و رمانتیک به کارگردانی ساریک آندرئاسیان که در سال ۲۰۱۴ منتشر شد.

## بازیگران
- هایدن کریستنسن
- آدرین برودی
- جوردانا بوروستر
- ایکان